# Germainia grandiflora
Germainia grandiflora là một loài thực vật có hoa trong họ Hòa thảo. Loài này được (S.T.Blake) Chai-Anan mô tả khoa học đầu tiên năm 1972.